# یواس‌اس کانوها (ای‌اوجی-۳۱)
یواس‌اس کانوها (ای‌اوجی-۳۱) (به انگلیسی: USS Kanawha (AOG-31)) یک کشتی بود که طول آن 220 ft 6 in بود. این کشتی در سال ۱۹۴۴ ساخته شد.